# Ermeline
Ermelinda Cardozo (Isla Divar, 7 de mayo de 1908 – desconocido), también conocida simplemente como Ermeline, y más tarde por su nombre artístico Sudhabala, fue una actriz india de la época muda del cine hindi. A menudo se le atribuye haber proporcionado el primer trabajo importante como actriz a Prithviraj Kapoor, el patriarca de la familia Kapoor en la industria cinematográfica hindi. Junto con Patience Cooper, Ruby Myers y Sita Devi, se la considera una "estrella principal" de las décadas de 1920 y 1930 con más atractivo para las masas que sus homólogos masculinos.

## Primeros años
Ermelinda Cardozo nació el 7 de mayo de 1908, hija de Paulo Faustino Cardoso y Maria Joaquina de Souza en la Isla Divar, Goa, que formaba parte de la India portuguesa durante el Imperio portugués. Aquejada de problemas económicos desde muy joven, nunca recibió una educación formal, ya que sus padres la llevaron a Bombay, India británica, en busca de trabajo. Era analfabeta.[cita requerida]

## Carrera
Cardozo comenzó su carrera con la película Bhishma Pitamah, de la productora Star Films, en 1922. La película estaba protagonizada por el actor Madanrai Vakil. Siendo la primera actriz de ascendencia goana, participó en unas sesenta películas y se la conocía como la "Mary Pickford de la India". Junto con Sulochana, se convirtió en uno de los primeros símbolos sexuales del cine indio, ya que se las sexualizaba en exceso.
A Cardozo también se la considera una de las primeras artistas cinematográficas que se opuso al acoso sexual en el lugar de trabajo. Una noticia, “Film Star's Story; Incidents at Hill Station,” aparecida en el Times of India el 15 de septiembre de 1927, informaba de que Cardozo había acudido a los tribunales, acusando al director y al presidente de la Shri Krishna Cinema Company de atentado al pudor. Durante el rodaje de Burkhawali en Matheran, denunció ante el superintendente de Policía que el cámara Chaturbhai Patel y el director de cine Kanjibhai Rathod habían entrado en su habitación de hotel y ultrajado su pudor. El primer magistrado que juzgó el caso “consideró que las denuncias eran falsas y la condenó a pagar 100 rupias”. Un segundo juez revocó esta sentencia porque consideró que el primer magistrado había sido parcial por el hecho de que Cardozo era una mujer inculta, de moral relajada y malas relaciones.
A menudo se atribuye a Cardozo el mérito de haber dado a Prithviraj Kapoor su primera gran oportunidad en el cine hindi. Sucedió que el actor originalmente elegido para el papel protagonista no se presentó al rodaje de la película. Esto provocó el frenesí del cineasta, que pidió a Cardozo que eligiera al protagonista entre la multitud que acudió a verla. Ella eligió a Prithviraj, que para entonces ya había actuado en algunos papeles secundarios. La película se tituló Cinema Girl y se estrenó en 1930. La llegada del cine sonoro supuso una amenaza para la carrera de Cardozo, que no dominaba el idioma indostaní. Se vio obligada a interpretar papeles de vampiresa y acabó desapareciendo de la escena cinematográfica.[cita requerida]
Su papel cinematográfico más importante fue el de Draupadi en el drama mitológico de 1931 del mismo nombre. Otras de sus películas son Zalim Jawani, Sarovar Ki Sundari, Swapna Sundari y Sharif Badmash, entre otras.[cita requerida]

## Vida personal
Cardozo se casó con Saib Rocha, un importante tiatrist (intéprete de teatro) de la época. El tiatr (producción teatral) más popular en el que actuó fue Alma Vetat Sorgar, de la Lusitanian Dramatic Company, el 17 de octubre de 1932.

## Muerte
No se sabe mucho sobre cómo murió Cardozo. Cuando el historiador cinematográfico Bhagwan Das Garga escribió una columna pidiendo ayuda económica para la actriz, convertida en indigente, consiguió que le despidieran de su trabajo. Mientras algunas fuentes afirman que murió arruinada, otras creen que falleció en un accidente en los rodajes de una película sin nombre.

## Filmografía
| - Bhishma Pitamah (1922) - Sharif Badmash (1924) - Lalan Vanzari (1925) - Kamlata (1925) - Hothal Padmini (1925) - Swapna Sundari (1925) - Anath Abla (1925) - Chandrakant (1925) - Veer Kesri (1926) - Boltu Bulbul (1926) - Ram Bharose (1926) - Panch Kalyan Aur Parijatak (1926) - Love Is Blind (1926) | - Khoobsurat Bala (1926) - Amar Asha (1926) - Be Dinani Badshahi (1926) - Burkhawali (1926) - The Victim (1926) - Kicks of Kismet (1927) - Tainted Virtue (1927) - Shree Jagadguru (1928) - Madan Manjari (1928) - Ek Abla (1928) - Puran Bhagat (1928) - Sarovar Ki Sundari (1928) - Geeta Rahasya (1928) | - Hoor E Bagdhad (1928) - Haya Na Haar (1928) - Chandrahas (1928) - Pandav Patrani (1928) - Kamla Kumari (1928) - Lal Vavto (1929) - Raj Ramni (1929) - Gulshan E Arab (1929) - Do Dhari Talwar (1929) - Vijay Kumar (1930) - Nai Roshni (1930) - Cinema Girl (1930) - Vasant Bengali (1930) | - Raj Tilak (1931) - Draupadi (1931) - Toofani Taruni (1931) - Namak Haram Kaun (1931) - Golibari (1931) - Toofan Tufani (1931) - Zalim Jawani (1932) - Kalo Sawar (1932) - Abad Chor (1933) - Azad Abla (1934) - Khazana (1934) - Raj Tarang (1935) - Prisoner of Golconda (1954) |